# World Games 2022/Sportklettern
Bei den World Games 2022 in Birmingham, Alabama, fanden vom 14. bis 16. Juli insgesamt sechs Wettbewerbe im Sportklettern statt, jeweils drei bei den Männern und bei den Frauen. Ausgetragen wurden sie bei den Sloss Furnaces.

## Bilanz

### Medaillenspiegel
| Platz  | Land               | Gold | Silber | Bronze | Gesamt |
| ------ | ------------------ | ---- | ------ | ------ | ------ |
| 1      | Japan              | 1    | 3      | 2      | 6      |
| 2      | Indonesien         | 1    | 1      | —      | 2      |
| 3      | Belgien            | 1    | —      | —      | 1      |
| 3      | Österreich         | 1    | —      | —      | 1      |
| 3      | Schweiz            | 1    | —      | —      | 1      |
| 3      | Vereinigte Staaten | 1    | —      | —      | 1      |
| 7      | Slowenien          | —    | 1      | 1      | 2      |
| 8      | Polen              | —    | 1      | —      | 1      |
| 9      | Deutschland        | —    | —      | 1      | 1      |
| 9      | Frankreich         | —    | —      | 1      | 1      |
| 9      | Ukraine            | —    | —      | 1      | 1      |
| Gesamt | Gesamt             | 6    | 6      | 6      | 18     |

### Medaillengewinner
Männer
| Disziplin | Gold                   | Silber                 | Bronze                 |
| --------- | ---------------------- | ---------------------- | ---------------------- |
| Boulder   | Nicolas Collin (SUI)   | Kokoro Fujii (JPN)     | Yoshiyuki Ogata (JPN)  |
| Speed     | Veddriq Leonardo (INA) | Kiromal Katibin (INA)  | Jaroslaw Tkatsch (UKR) |
| Lead      | Sascha Lehmann (SUI)   | Masahiro Higuchi (JPN) | Mejdi Schalck (FRA)    |

Frauen
| Disziplin | Gold               | Silber                | Bronze                 |
| --------- | ------------------ | --------------------- | ---------------------- |
| Boulder   | Miho Nonaka (JPN)  | Katja Debevec (SLO)   | Mao Nakamura (JPN)     |
| Speed     | Emma Hunt (USA)    | Natalia Kałucka (POL) | Franziska Ritter (GER) |
| Lead      | Jessica Pilz (AUT) | Natsuki Tanii (JPN)   | Lana Skušek (SLO)      |